# Juan Bautista Lázaro de Diego
Juan Bautista Lázaro de Diego (León, 1849-Ciempozuelos, 1919) fue un arquitecto español.

## Biografía
Nació en León en 1849. Hijo del jurista José Benito Lázaro y de la astorgana María de Diego Pinillos, fue discípulo de Juan de Madrazo y entre 1875 y 1879 ejerció como arquitecto municipal de Ávila. Participó en la restauración de la catedral de León, especializándose en vidrieras. Por este trabajo recibió una medalla de oro en la Exposición Nacional de 1897 y en 1901 fue nombrado caballero gran cruz de la Orden de Isabel la Católica.
Desarrolló una notable actividad en la restauración de patrimonio arquitectónico a finales del siglo XIX. Entre sus aportaciones se ha destacado la promoción del sistema de bóvedas tabicadas en la capital española, después de un viaje a Barcelona en 1888. Tuvo un taller de vidrieras en la madrileña calle de Ayala, cuya actividad se desarrolló entre 1890 y 1911. Algunas de sus obras son el colegio de las Ursulinas, la capilla del Asilo de San Diego y San Nicolás, la iglesia de la Milagrosa, iglesia del Pilar, iglesia de los Redentoristas, iglesia de las Reparadoras, iglesia de las Hijas de la Caridad, la iglesia de Cedillo, el templo de los Sagrados Corazones de Sabucedo de Montes, la ampliación del cementerio de Ávila o el cementerio de La Bañeza,
En política militó en el carlismo y después en el Partido Integrista. Presidió la Juventud Católica y en 1896 fue elegido diputado integrista a Cortes por León.
En 1906 fue nombrado académico de número de la Real Academia de Bellas Artes de San Fernando. En los últimos años de su vida desarrolló una enfermedad mental, que provocó su internamiento en 1908 en el sanatorio psiquiátrico de San José de Ciempozuelos, estancia que se prolongaría hasta su fallecimiento el 20 de diciembre de 1919.

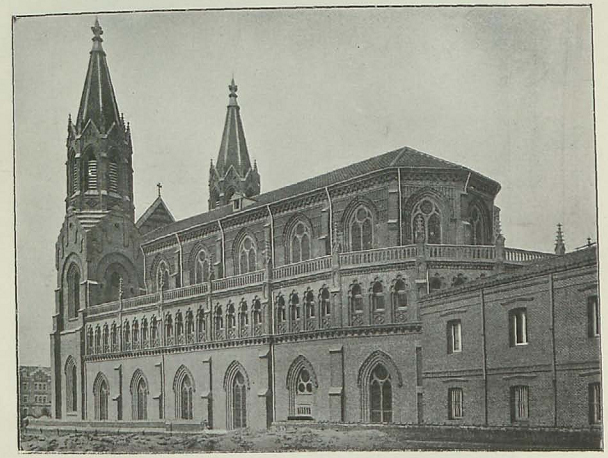
Iglesia de la Milagrosa[a]
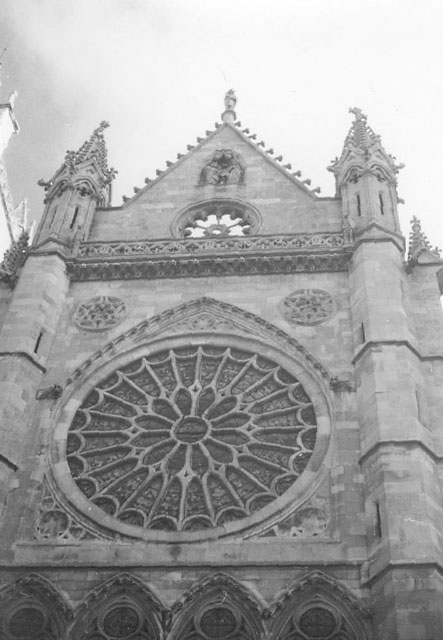
Catedral de León[b]
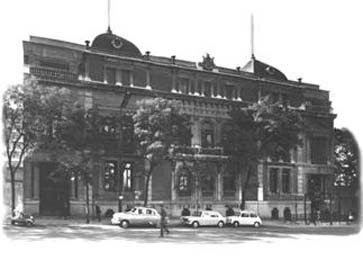
Palacio de Villapadierna, proyectado por Lázaro en el barrio de Salamanca de Madrid.